# Марченко Володимир Олександрович (математик)
Володимир Олександрович Марченко (7 липня 1922, Харків) — український науковець-математик у галузі математична фізика, математичний аналіз, диференційні рівняння. Дійсний член Національної академії наук України, академік академії наук СРСР, Почесний доктор (Honoris Causa) Сорбонни — паризького університету, член Норвезького королівського товариства наук і літератури, лауреат Ленінської преміі СРСР 1962 року, лауреат Державної премії України в галузі науки і техніки 1989 року, лауреат премії імені М. М. Крилова АН УРСР (1982) та премії НАН України імені М. М. Боголюбова (1995), Заслужений діяч науки УРСР (1992 рік), Золота медаль імені В. І. Вернадського Національної академії наук України, доктор фізико-математичних наук, професор.

## Життєпис
Народився 7 липня 1922 року в Харкові. Закінчив Харківський університет в 1945 році. В 1951 році захистив докторську дисертацію, в 1952 р. став професором Харківського університету. В 1961 році переходить у тільки що створений Фізико-технічний інститут низьких температур АН УРСР (ФТІНТ), де бере активну участь в організації Математичного відділу, в якому проводить широкий курс фундаментальних і прикладних досліджень.
Основні праці по спектральній теорії диференціальних операторів, крайових задачах математичної фізики, теорії функцій, методах інтегрування нелінійних диференціальних рівнянь, прикладній та обчислювальній математиці.
Паралельно він продовжує педагогічну діяльність в університеті, яка розпочалась в 1945 році. В університеті і в інституті В. О. Марченко виховав більше двох десятків кандидатів і докторів наук. Довгі роки він був Президентом Харківського математичного товариства, редактором і членом редколегій багатьох вітчизняних і іноземних математичних журналів.
Його ім'ям названо рівняння Марченка.

## Нагороди
- Орден князя Ярослава Мудрого III ст. (24 серпня 2017) — за значний особистий внесок у державне будівництво, соціально-економічний, науково-технічний, культурно-освітній розвиток України, вагомі трудові здобутки та високий професіоналізм[3]
- Орден князя Ярослава Мудрого IV ст. (20 серпня 2007) — за значний особистий внесок у соціально-економічний, культурний розвиток Української держави, вагомі трудові досягнення та з нагоди 16-ї річниці незалежності України[4]
- Орден князя Ярослава Мудрого V ст. (16 липня 2002) — за вагомий особистий внесок у розвиток вітчизняної науки, багаторічну плідну діяльність[5][6]
- Кавалер двох орденів Трудового Червоного Прапора (1967 і 1972 роки)
- Почесний громадянин Харківської області (2007)[7]

## Праці
- Краевые задачи в областях с мелкозернистой границей. К., 1974 (соавтор Е. Я. Хруслов).
- Нелинейные уравнения и операторные алгебры, К., 1986.
- Некоторые вопросы теории одномерных линейных дифференциальных операторов второго порядка, «Труды Московского математического общества», 1952, т.1, с. 327—420; 1952, т.2, с. 3-83.